# Пикнида

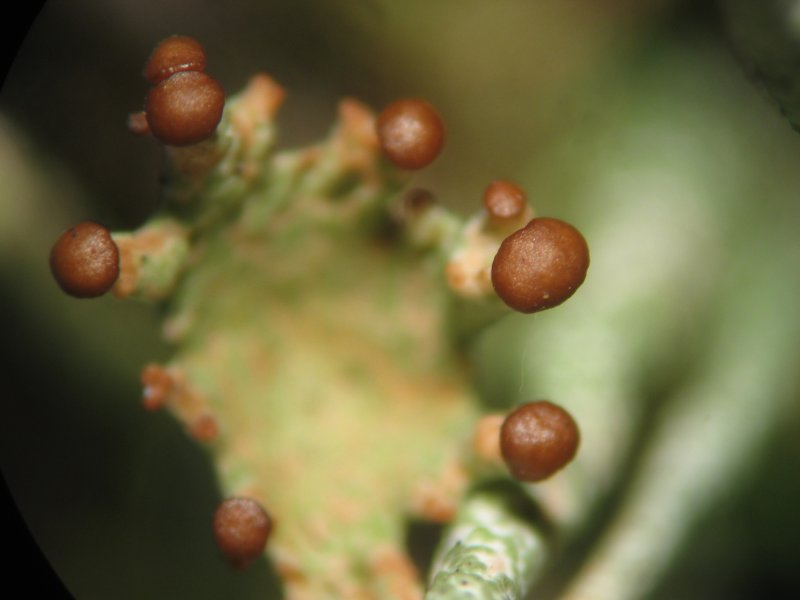
Пикниды на образце кладонии крыночковидной

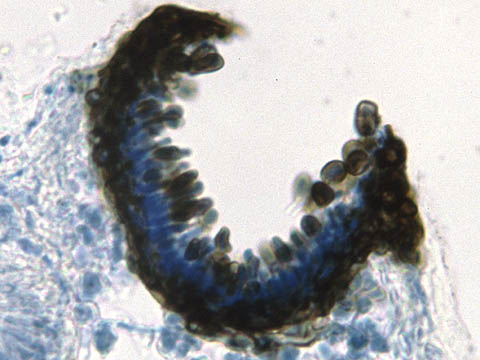
Пикнидии с тёмно-коричневыми конидиями на образце Lichenoconium reichlingii

Пикни́да, пикни́дий (от др.-греч. πυκνός — плотный, густой) — плодовое тело конидиального спороношения грибов, встречающееся у ржавчинных и сумчатых грибов, а также у лишайников. Пикнидии встречаются довольно часто и очень обильны, несколько реже они отмечаются у накипных лишайников. Обычно пикнидии бывают полностью погружены в слоевище в виде шаровидных или слегка вытянутых маленьких вместилищ диаметром от 85 до 200 мкм. Размещение пикнидий может быть различным либо по всей верхней поверхности таллома, либо на её отдельных участках.
Обычно пикниды мелки, едва заметны невооруженным взглядом и с виду похожи на перитеции, но отличаются от них своим содержимым. Пикнидия представляет собой обычно округлое (грушевидное, овальное, шаровидное или похожее на бутылочку), с довольно толстыми паренхиматическими стенками образование с узким (диаметром до 100 мкм) отверстием наверху для выхода пикнидиоспор, погружённое в плодовое тело гриба или в субстрат, на котором гриб развивается. Очень редко зрелые пикнидии имеют чашевидную форму из-за больших размеров поры, образующейся в результате разрушения верхнего участка стенки пикниды. Стенка пикнидия окрашена в тёмный цвет, имеет пара- или прозоплектенхимное строение и состоит из нескольких слоев гиф, тесно связанных с гифами сердцевины. Нежные гифы внутренней поверхности стенки пикнидия образуют палисадный слой, гифы которого являются конидиеносцами, ещё до оформления поры начинающими отчленять пикноконидии в заполненную слизью полость пикнидия.
Оболочка её образована плотным сплетением гиф; от неё к центру тела отходят многочисленные, расположенные плотным слоем, конидиеносцы с конидиями, называемыми часто пикноспорами или стилоспорами. Толщина оболочки зависит от характера субстрата.
Для бесполого размножения лишайников характерно экзогенное формирование спор внутри пикнидий, заметных на поверхности таллома в виде мелких тёмных точек. В центре пикнидии имеется полость, которая иногда замещается системой сообщающихся сверху канальцев. Внутри полость может быть заполнена слизью, но почти всегда содержит отпавшие зрелые пикноконидии, выходящие из отверстия на вершине пикниды часто в виде слизистого шнура. Слизь обычно бесцветная, только у некоторых видов кладоний может иметь красноватый оттенок. В случае попадания внутрь пикнидия влаги слизь набухает и вместе с содержащимися в ней пикноконидиями выделяется через пору, после чего полость пикнидия зарастает плектенхимой.
Пикниды ржавчинных грибов иногда называют спермогониями, а конидии, образующиеся в них, — спермациями, так как считают, что они выполняют функцию мужских половых элементов.